# Andries Mondelaers
Andries Lodewijk Johannes Mondelaers (Bree, 10 juni 1896 - 2 juni 1982) was een Belgisch politicus voor het Katholiek Verbond van België en diens opvolger de CVP.

## Levensloop
Mondelaers was doctor in de veeartsenijkunde. Hij werd provincieraadslid voor Limburg (1932-1939). In 1938 werd hij verkozen tot gemeenteraadslid en in 1939 tot burgemeester van Bree.
In 1939 werd hij verkozen tot katholiek volksvertegenwoordiger voor het arrondissement Tongeren-Maaseik, een mandaat dat hij vervulde tot in 1939. In 1946 werd hij verkozen tot senator voor hetzelfde arrondissement en bleef dit tot in 1968.